# Futbolniy Klub Spartak Moskva
O FC Spartak Moskva, em russo Футбольный клуб Спартак Москва, normalmente em português Spartak Moscou (português brasileiro) ou Spartak de Moscovo (português europeu) é um clube russo de futebol, sediado na capital Moscou.
Fundado em Krasnaya Presnya, um bairro operário, em uma época na qual o futebol era restrito a certos grupos sociais, o clube viveu na clandestinidade por longos períodos de sua existência, tornando-se um dos nomes mais lendários e populares do futebol da Rússia e um dos clubes de futebol mais importantes no cenário europeu, carregando consigo uma história de luta pela popularização do futebol no mundo. Portador da Ordem de Lênin, 12 vezes campeão da URSS, 10 vezes campeão da Rússia, 10 vezes vencedor da copa da URSS, 4 vezes vencedor da Copa da Rússia, semifinalista das três mais importantes competições da UEFA — Liga Europa, Liga dos Campeões e Taça dos Clubes Vencedores de Taças, a equipe participa da divisão principal do Campeonato Russo.
Apesar de mundialmente conhecida pelo futebol, a sociedade Spartak participa também de mais de 40 modalidades de esporte, destacando-se no basquetebol, com a equipe BC Spartak São Petersburgo e no hóquei no gelo, com a equipe HC Spartak Moscou. O futebol, representado pelo FC Spartak Moscou, é a mais bem sucedida modalidade do grupo.
Apesar das crises que quase o derrubaram, o clube ainda conta com uma grande torcida, considerada a segunda maior da Rússia, atrás apenas da torcida do Zenit São Petersburgo, que há poucos anos era um clube irrelevante, mas que hoje carrega o maior apoio do país após o recente sucesso. O Spartak tem como principal rival o CSKA Moscou, além de ser considerado o maior rival do Zenit pelos torcedores deste time. É zombado dentro da sociedade esportiva russa como a equipe mais azarada do país em competições europeias, devido à ausência de títulos continentais. Após a conquista da Copa da Russia em 2003, ficou 14 anos sem levantar nenhuma taça, jejum que acabou em 2017 após o título do Campeonato Russo. Pela influência que o clube conquistou, os rivais criaram a comunidade Anti-Spartak.
Seu estádio é a Otkrytie Arena,inaugurada em 27 de agosto de 2014, sua construção começou em 2010. Antes não possuía um estádio próprio, mas jogava no Estádio Lujniki (antes denominado Estádio Lênin), no centro de Moscou, palco de importantes vitórias do clube. Os dois estádios receberão jogos da Copa do Mundo de 2018, Moscou é a única sub-sede que terá dois estádios na competição.

## História

### Fundação e Início (1922-1969)
O Spartak foi fundado em 1922, por Nikolai Starostin, e teve diversos nomes, como «Krasnaya Presnya» e «Pischeviki», até 1935, quando seu nome, inspirado em Espártaco, líder de uma revolta de escravos contra o Império Romano, foi definitivamente escolhido.
Tanto o futebol russo como o soviético sempre foram espaços dominados por homens. Jovens trabalhadores, que não tinham acesso aos campos esportivos das elites, jogavam futebol em qualquer espaço que encontrassem, sobretudo nas ruas. Estes jogos eram chamados de “futebol marginal” e foram essenciais para a formação do Spartak. A autonomia e a espontaneidade encontradas naqueles jovens trabalhadores que jogavam nas ruas, e que se tornaram os fundadores do Spartak, são hoje consideradas a verdadeira ideologia do clube. Essas raízes do Spartak influenciaram a identidade destes jovens fundadores do time. Mais tarde, durante o século XX, a enorme legião de fãs do Spartak era formada por trabalhadores que incorporaram uma masculinidade agressiva, indisciplinada e rebelde, diferente e oposta à masculinidade rígida, militarizada e disciplinada demonstrada pelos bem-comportados torcedores do CSKA e do Dínamo. Décadas mais tarde, os torcedores do Spartak se tornariam os primeiros hooligans da União Soviética.

#### Krasnaya Presnya

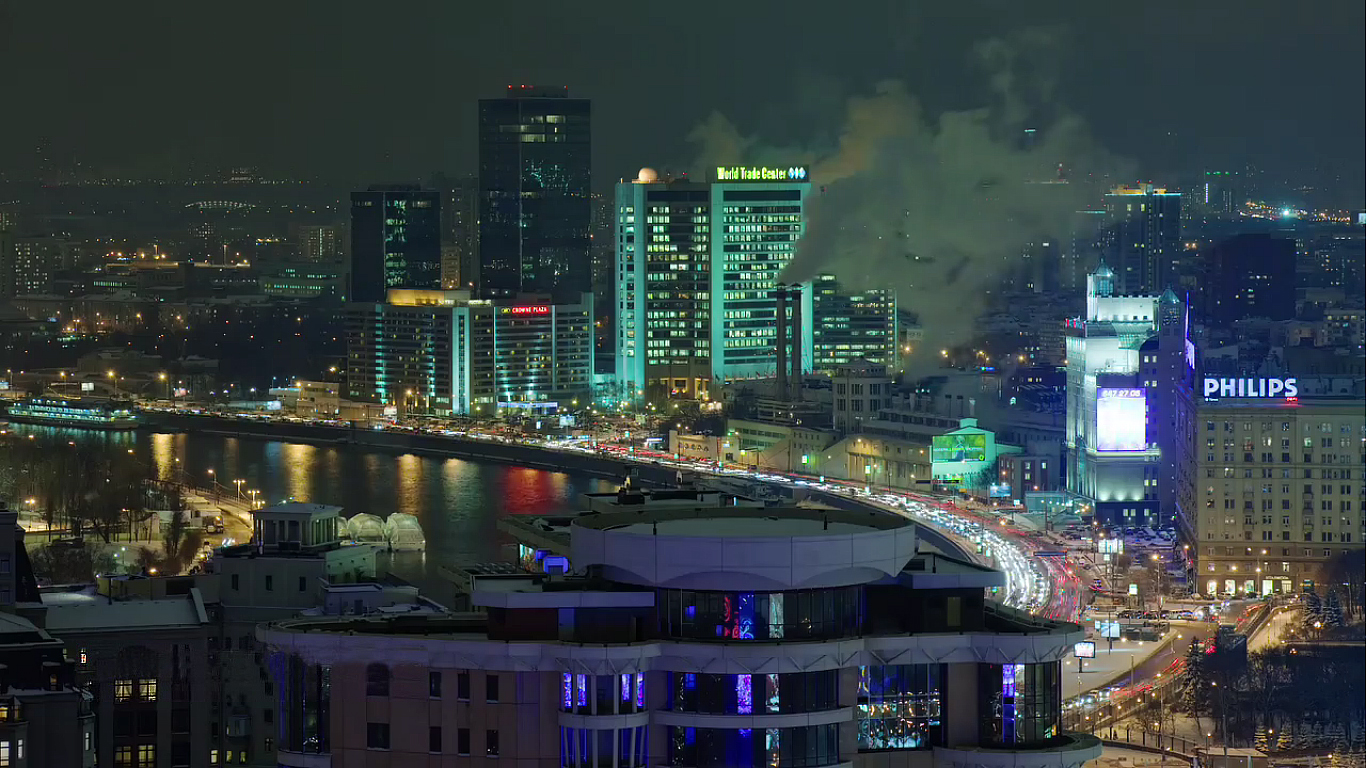
A atual Presnya, que surgiu como um bairro operário e industrial, foi o berço do clube.

Krasnaya Presnya é uma rua no centro de Moscou, e principal via do bairro de Presnya, onde surgiu o Spartak, e cujo nome foi utilizado pelo time antes da definição do nome atual. O bairro se localizava em uma região de trabalhadores braçais, lotada de fábricas, cortiços e favelas, e também cheia de grupos de bandidos que faziam daquela uma área perigosa e violenta. Foi na região de Presnya que os irmãos Starostin cresceram. Alexander, Andrei, Peter e Nikolai Starostin possuíam uma condição social um pouco melhor que a de seus vizinhos, mas se educaram e cresceram nas arriscadas ruas de Presnya, onde o futebol acabava por fornecer uma segura rede social de proteção para os jovens contra um mundo de bebidas, drogas, apostas ilegais e assassinatos.
O Spartak foi desde cedo considerado o clube do povo, em contraste com o CSKA de Moscovo, ligado ao Exército Vermelho, e ao Dínamo de Moscovo, próximo da polícia secreta, chamada na época NKVD. Até certo período, esta relação causava grande constrangimento, visto que muitos temiam participar de uma organização que desafiava as instituições autoritárias da União Soviética.
Em 1936, o clube ganhou pela primeira vez o campeonato da União Soviética, facto que lhe valeu no ano seguinte a distinção com a Ordem de Lênin, a mais alta condecoração do país. Antes da Segunda Guerra Mundial o Spartak ainda ganhou os campeonatos de 1938 e 1939.
Depois do conflito mundial, o Spartak, ainda presidido por Starostin, regressou com força na década de 1950, durante a qual ganhou quatro campeonatos soviéticos. A equipa forneceu ainda dez jogadores à Seleção Soviética que se sagrou campeã olímpica em 1956, em Melbourne. O Spartak contava com atletas como o goleador Nikita Simonyan e Igor Netto, um dos melhores jogadores do futebol na época.

### Queda e reinício (1970-1988)
O clube entrou num período de alguma decadência e depois dos títulos nacionais em 1962 e 1969 atravessou uma fase negra, que culminou com a queda à segunda divisão em 1976. Sem nenhum tipo de apoio do regime soviético, o Spartak tornou-se ainda mais popular entre o povo. O ídolo da equipa na altura era Vasiliy Kalinov.

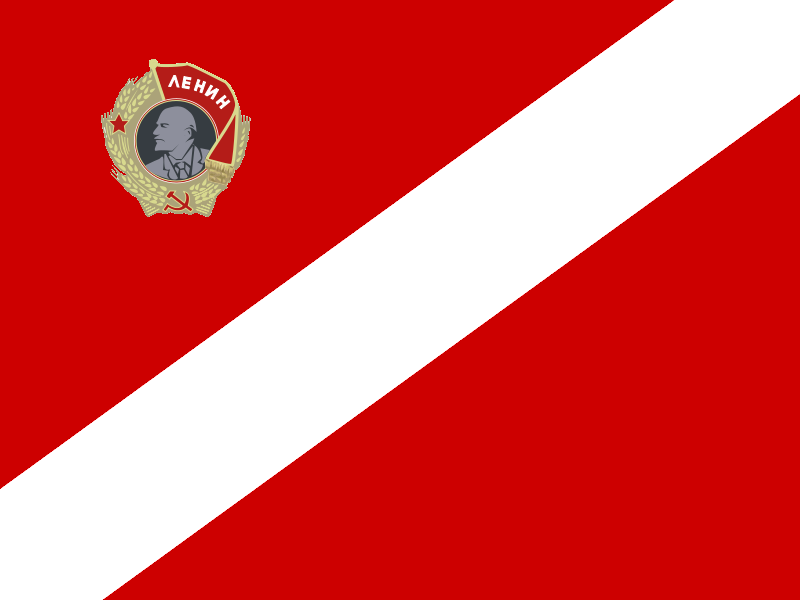
Bandeira do Spartak Moscou. A Ordem de Lênin na esquerda representa a conquista do primeiro campeonato soviético de futebol, em 1936.

O Spartak permaneceu por um ano na segunda divisão, já que sob a orientação do treinador Konstantin Beskov, que esteve no clube entre 1977 e 1988, rapidamente garantiu o regresso. Logo na temporada de 1978-1979, o Spartak voltou a vencer o campeonato soviético, contando com o contributo de Fyodor Cherenkov, que esteve no clube entre 1977 e 1994. Ao todo representou o clube em 494 jogos, o recorde no Spartak. Na equipa que reconquistou o título em 1979 também alinhava Oleg Romantsev, que representou o clube como jogador entre 1976 e 1983, assim como o guarda-redes Rinat Dasayev, titular entre 1978 e 1988.

#### Famosos imprevistos

##### A Rixa de Kiev (1976)
Campeonato Soviético de Outono, 1976, última rodada, o FC Torpedo liderava a tabela, mesmo após uma derrota por 1 a 0 contra o FC Arat. Ao mesmo tempo, o Dínamo de Kiev, em segundo lugar, após uma vitória contra o Spartak, ameaçava tomar a primeira posição, caso ganhasse novamente da equipe. No segundo jogo, o Torpedo empatou, e bastava ao Dínamo que repetisse a vitória contra o Spartak para que se tornasse o campeão daquele ano. Por outro lado, a situação do Spartak era complicada, precisaria da vitória para escapar do rebaixamento, portanto perder aquele jogo seria terrível para ambas as equipes.
A partida, realizada na capital ucraniana, Kiev, terminou empatada, tirando tanto o título de campeão do Dínamo como também a permanência do Spartak na divisão principal. Raivosos pela perda do título, os torcedores de Kiev, que lotaram todo o estádio para ver o time tornar-se campeão, invadiram o setor da torcida do Spartak. Como a polícia soviética havia limitado o número de ingressos para os torcedores russos, tentando evitar tumultos, a torcida do Spartak no estádio naquele dia era minúscula, com menos de 500 pessoas. Durante o imprevisto, a polícia e torcedores pacíficos de ambas as equipes formaram um escudo, para tentar evacuar os torcedores mais sensatos das arquibancadas e do estádio. Apesar da evacuação ter sido bem sucedida, três torcedores do Spartak morreram e centenas de presentes ficaram feridos enquanto tentavam sair. O alto número de torcedores do Dínamo foi um fator positivo, já que a grande maioria deles não era composta de fanáticos, e colaboraram com a evacuação, enquanto que se apenas fanáticos estivessem no estádio naquele dia, o ocorrido poderia ter sido muito pior. O evento é até hoje lembrado com um ato de heroísmo por parte dos torcedores do Spartak.

##### A Tragédia no Lujniki (1982)
Na tarde de 20 de Outubro de 1982, o Spartak Moscovo ganhava de 1 a 0 em casa contra e extinta equipe do HFC Haarlem, em uma partida válida pela Copa da UEFA de 1982-83, tanto a equipe quanto o clima não eram atraentes, e os espectadores do jogo não eram numerosos, ocupando apenas a tribuna Leste do estádio Lujniki, por isso, os organizadores preferiram manter aberto apenas um dos portões desse setor.
Quando a partida estava a poucos minutos de terminar, os torcedores do Spartak deixavam o estádio pelo estreito corredor Leste, desanimados pelo placar baixo contra uma equipe tão fraca, quando, já nos acréscimos, o zagueiro Serguei Shvetsov marca o segundo gol da equipe de Moscou.
Quando o gol foi marcado, alguns torcedores, que já haviam saído, resolveram voltar ao estádio, chocando-se com aqueles que saíam, para piorar, os oficiais da Milítsia soviética, tentando evitar uma catástrofe, empurravam os torcedores para a saída, criando mais euforia dentro do estádio.
O resultado disso foi uma tragédia que tomou a vida de 67 pessoas. Mais tarde, após o término da partida, Shvetsov lamentou o ocorrido e declarou que preferia que não tivesse marcado aquele gol.

### Glória e declínio (1989-2001)
Romantsev regressou ao Spartak como treinador durante a temporada 1988-1989 e desta vez conquistou o campeonato soviético, igualando a marca do Dínamo Kiev. O time da R.S.S. da Ucrânia havia ultrapassado o próprio Spartak após grande ascensão no futebol soviético nos anos 1970 e 80. O Dínamo venceria o campeonato seguinte e acabaria como o maior campeão da Liga Soviética, extinta naquela temporada.
Quando a União Soviética se desmembrou, o Spartak passou a integrar o campeonato russo. Sob o comando de Romantsev a equipa ganhou nove campeonatos russos entre 1992 e 2001, além de muita fama e respeito entre importantes clubes europeus, se tornando um dos mais fortes times da Europa, alcançando bons resultados na Liga dos Campeões da UEFA de 2000-2001, temporada na qual goleou por 4 a 1 a equipe inglesa do Arsenal e venceu o então imbatível Real Madrid. Em 1996, Romantsev assumiu também a presidência do clube.

#### Os oito gladiadores
Em 1998, na fase eliminatória da Copa da Rússia daquele ano, o Spartak jogou uma das partidas mais emocionantes de sua história, contra o Lokomotiv Moscou. Aos 7 minutos da primeira etapa, o zagueiro Gorlukovitch foi expulso, e para piorar, a equipe adversária marcou dois gols logo no primeiro tempo, aos 12' e aos 28'. Aos 34', o meio-campista Tsymbalar também foi expulso, e a equipe do Spartak terminou a primeira etapa perdendo por 2 x 0 e sem reação alguma, fato que fez os adversários aplicarem uma formação mais defensiva e substituírem o centro-avante Dmitri Loskov pelo zagueiro Solomatin. No início do segundo tempo, com a entrada do atacante Kanischev, o Spartak marcou o primeiro gol, aos 64' mas não contava com o terceiro gol do Lokomotiv, marcado por Borodiuk logo em seguida, aos 73'. O Spartak diminui aos 81' com o capitão Dmitri Alenitchev, e quando tudo parecia perdido, aos 88', o artilheiro Tikhonov empata para a equipe. Apesar da lufada de ar fresco, o goleiro Filimonov é expulso nos acréscimos, ao provocar um pênalti, e sem a possibilidade de substituição, Tikhonov torna-se o arqueiro da equipe, e espantosamente consegue defender o pênalti cobrado por Kosolapov. Passado o susto, os oito jogadores do Spartak, que mais tarde ficariam conhecidos como os "oito gladiadores" e os "oito heróis" seguram o placar durante toda a prorrogação e logram em fazer a partida ser decidida nos pênaltis, nos quais venceram os rivais, após um erro na cobrança da equipe do Lokomotiv.

#### Anos recentes (2001)

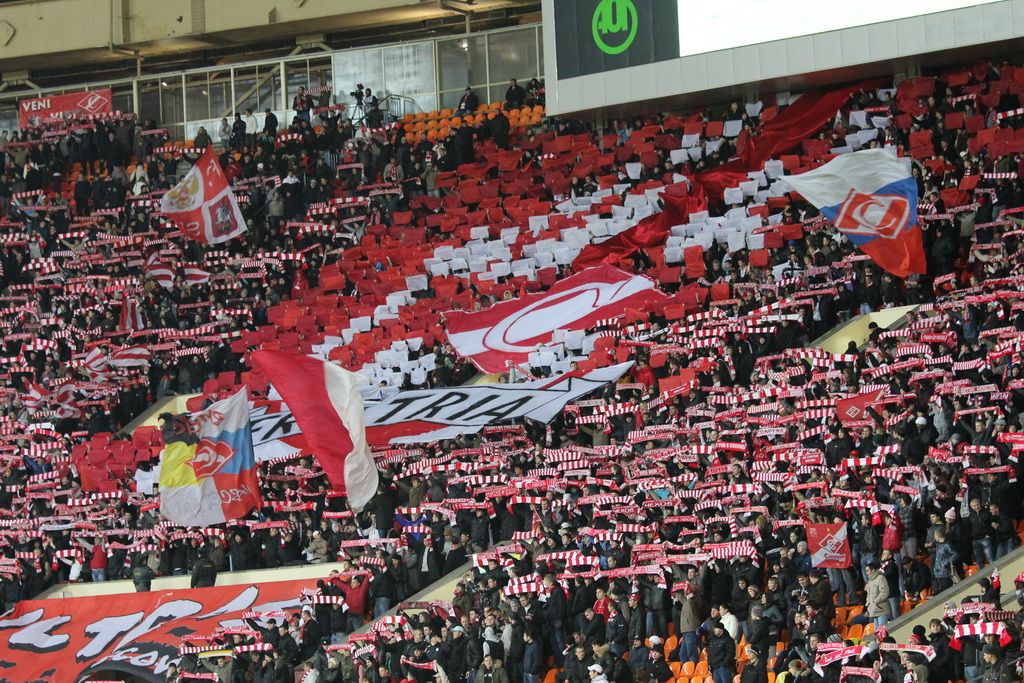
Torcida do Spartak Moscovo.

A partir do ano de 2001, com a saída de Romantsev e vários jogadores conhecidos, logo após o tempo de glórias, o clube entrou em um período de decadência, escasseando a conquista de títulos. A rapidez com que o declínio se deu e a proximidade de tantos títulos fez com que a crise parecesse ainda maior. O envolvimento em esquemas de corrupção e a consequente prisão do presidente do clube, Andrei Tchervitchenko, que havia sucedido Romantsev, fez com que o Spartak fosse também prejudicado, tanto por ser vítima da corrupção da diretoria como também por ser alvo de inúmeras investigações da polícia, fazendo com que o clube entrasse em uma profunda crise enquanto seus rivais faziam contratos milionários em um período que a política da Rússia carecia de estabilidade.
Em 2008, com campanha considerada insatisfatória, o clube, orientado pelo ex-goleiro da seleção soviética, de origem osseta Stanislav Chertchesov, negociou Yegor Titov, considerado o jogador símbolo do Spartak pós-URSS — estava há 24 anos na equipe desde suas categorias de base, estreando profissionalmente em 1992. Também transferiram o ucraniano Maksym Kalynychenko, que estava no Spartak desde 2000. Acabou sobrando para Chertchesov, que caiu logo depois, após a perda da vaga na Liga dos Campeões da UEFA para o antigo rival Dínamo Kiev. Seu ex-companheiro de seleção, Igor Ledyakhov, assumiu provisoriamente o cargo, ficando por pouquíssimo tempo. O ex-futebolista dinamarquês Michael Laudrup foi contratado como seu substituto, mas não prosseguiu. A partir de 2009, o Spartak teve outro ex-jogador do clube como treinador, o estoniano Valeriy Karpin, então diretor-técnico da equipe, que por ter tido uma boa atuação como interino treinou o time por três anos, fazendo-lhe se destacar novamente na elite do futebol russo. Karpin se retirou da equipe após a conquista do segundo lugar no Campeonato Russo de 2011-2012, que garantiu o ingresso à Liga dos Campeões da UEFA de 2012-13, mas após ser substituído pelo treinador espanhol Unai Emery, que teve um péssimo desempenho da equipe, retornou interinamente ao cargo.

## Títulos
Entre 1936 e 1991, os clubes russos, e portanto o Spartak, disputavam o Campeonato Soviético, que contava com equipes de outros países que formavam a União Soviética. Com a desintegração do país, cada república que o formava criou um campeonato próprio. A Rússia fundou o Campeonato Russo, e a partir de 1992, o campeonato é a principal competição do futebol nacional.
| TÍTULOS NACIONAIS NA RÚSSIA (A PARTIR DE 1992)   | TÍTULOS NACIONAIS NA RÚSSIA (A PARTIR DE 1992) | TÍTULOS NACIONAIS NA RÚSSIA (A PARTIR DE 1992) | TÍTULOS NACIONAIS NA RÚSSIA (A PARTIR DE 1992)                          |
|                                                  | Competição                                     | Títulos                                        | Temporadas                                                              |
| ------------------------------------------------ | ---------------------------------------------- | ---------------------------------------------- | ----------------------------------------------------------------------- |
|                                                  | Campeonato Russo                               | 10                                             | 1992, 1993, 1994, 1996, 1997, 1998, 1999, 2000, 2001 e 2016-17          |
|                                                  | Copa da Rússia                                 | 4                                              | 1994, 1998, 2003 e 2021-22                                              |
|                                                  | Supercopa da Rússia                            | 1                                              | 2017                                                                    |
| TÍTULOS NACIONAIS NA UNIÃO SOVIÉTICA (1936-1991) |                                                |                                                |                                                                         |
|                                                  | Competição                                     | Títulos                                        | Temporadas                                                              |
|                                                  | Campeonato Soviético                           | 12                                             | 1936, 1938, 1939, 1952, 1953, 1956, 1958, 1962, 1969, 1979, 1987 e 1989 |
|                                                  | Copa da União Soviética                        | 10                                             | 1938, 1939, 1946, 1947, 1950, 1958, 1963, 1965, 1971 e 1992             |
|                                                  | Copa da Federação de Futebol da URSS           | 1                                              | 1987                                                                    |

Se considerarmos os campeonatos soviético e russo como uma só competição, a equipe teria 22 títulos. No caso das copas, a equipe teria 14 títulos.

## Presidentes do clube
- Yuri Shlyapin (1989-1993)
- Oleg Romantsev (1993-2002)
- Andrei Tchervitchenko (2003-2004)
- Leonid Fedun (desde 2005)

## Os torcedores
Seus torcedores mais fanáticos são conhecidos por defenderem o pan-eslavismo e a aproximação entre os povos ortodoxos, como os gregos e sérvios, e por formarem uma resistência contra a interferência da NATO na região. Entre seus torcedores, assim como ocorre entre várias outras equipes, também estão as minorias de skinheads nazi-fascistas e hooligans.
Recentemente, o time ingressou na associação de torcedores das equipes ortodoxas e alvirrubras, para que sua torcida se aproxime daquelas das equipes Olympiakos, de Piraeus (Grécia) e Estrela Vermelha, de Belgrado (Sérvia) — já que cultuam a mesma fé e têm as mesmas cores.

### Famosos torcedores do Spartak
- Alexander Abdulov — ator.
- Oleg Tabakov — ator.
- Serguei Lavrov — Ministro das Relações Exteriores da Rússia.
- Mikhail Efremov — ator.
- Oleg Gazmanov — cantor, compositor e poeta.
- Alexander Jukov — político, ex-vice-premiê da Rússia.
- Vyacheslav Tikhonov — famoso ator em filmes e seriados de espionagem e ação.
- Evgueni Kafelnikov — tenista.
- Andrei Chesnokov — tenista.
- Marat Safin — tenista.
- Viktor Shenderovitch — escritor e publicitário.
- Vladimir Maslachenko — futebolista e comentarista.
- Leonid Brejnev — presidente da União Soviética.
- Vladimir Maiakovski — famoso poeta.
- Andrei Bogdanov — político.
- Mikhail Fradkov — político.
- Viktor Tchernomyrdin — ex-premier da Rússia.
- Evgueni Primakov — político e diplomata.
- Iuri Yakovlev — ator.
- Igor Kvasha — ator.
- Valeri Syutkin — músico.

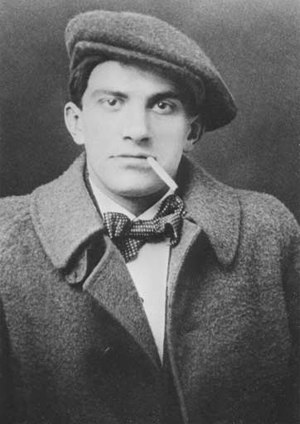
O poeta Maiakovski, torcedor do Spartak.
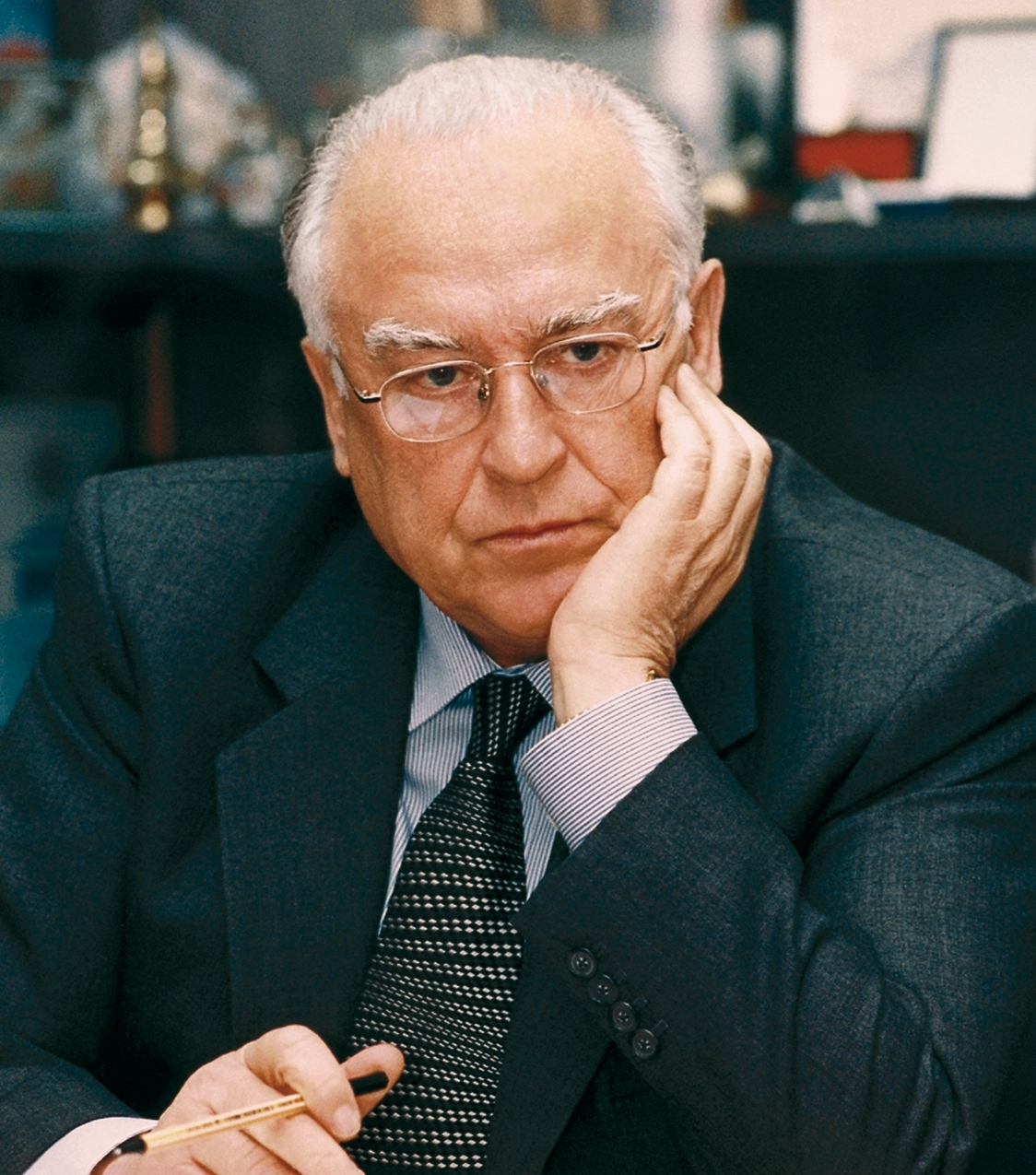
O premier Tchernomyrdin, torcedor do Spartak.
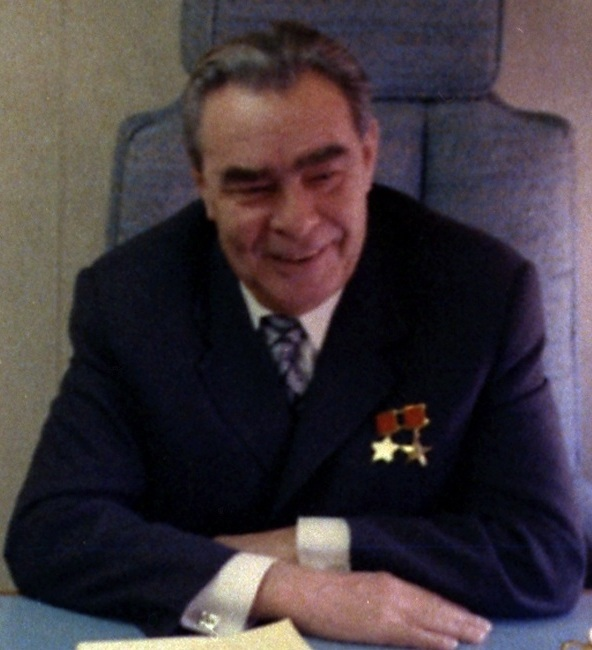
O presidente Leonid Brejnev, torcedor do Spartak.

### Rivalidades

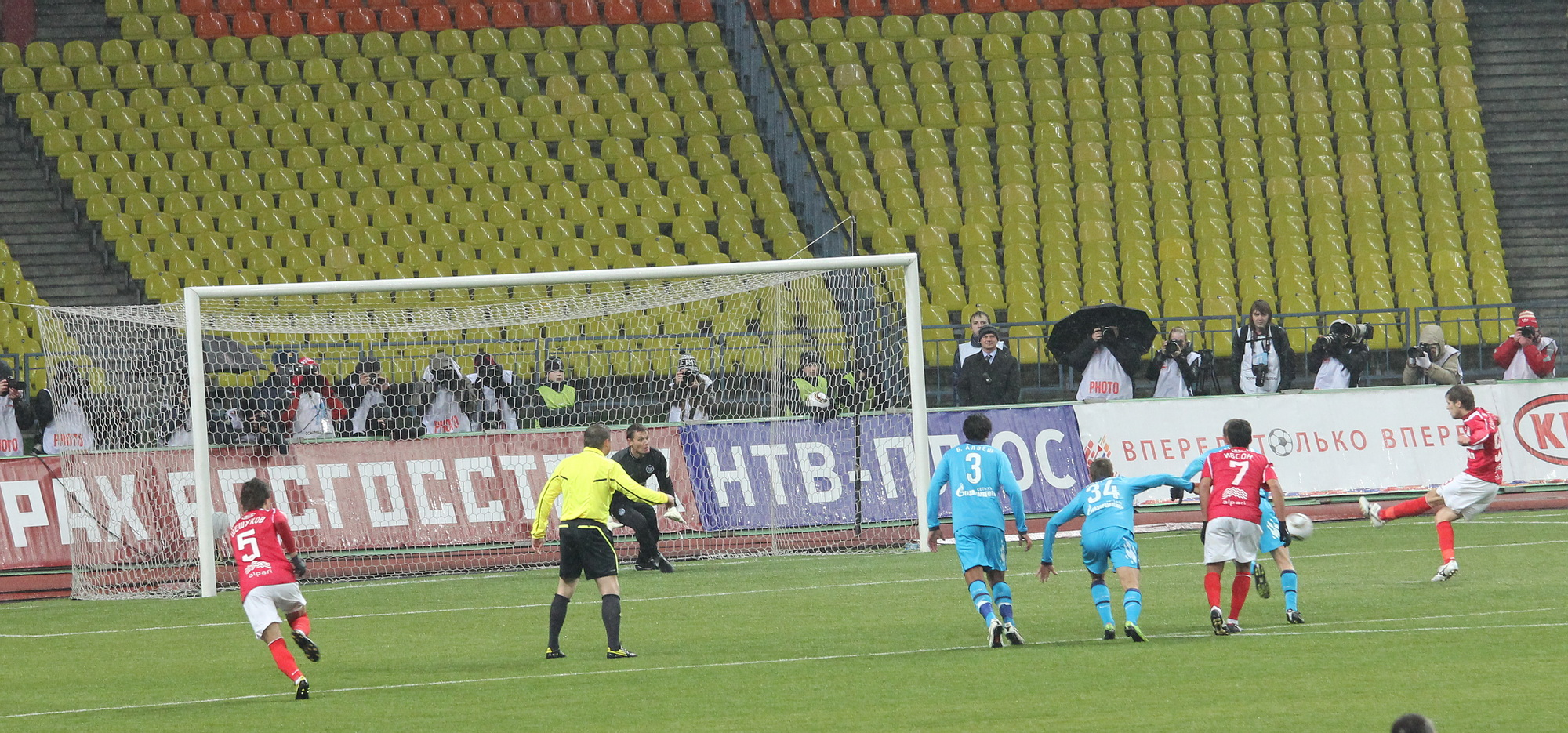
Spartak contra Zenit, para os fãs da equipe de São Petersburgo, o maior clássico da Rússia.

A maior rivalidade protagonizada pelo Spartak, curiosamente, não existe mais. O primeiro grande rival do Spartak foi o time da capital ucraniana, Dínamo de Kiev, quando ambos jogavam pelo campeonato soviético. A grande popularidade dos dois times e a disputa para provar qual deles era superior deu origem a esta rivalidade "internacional", considerada a maior do Leste Europeu, o chamado Clássico Soviético. O Dínamo saiu com mais títulos no campeonato, um total de 13 contra 12 do time russo, mas o Spartak teve mais vitórias sobre o rival, quando se trata de confrontos diretos. A rivalidade acabou quando os times passaram a disputar campeonatos diferentes. Mesmo assim, nos campeonatos europeus, a rivalidade ressurge quando as duas equipes precisam se enfrentar.

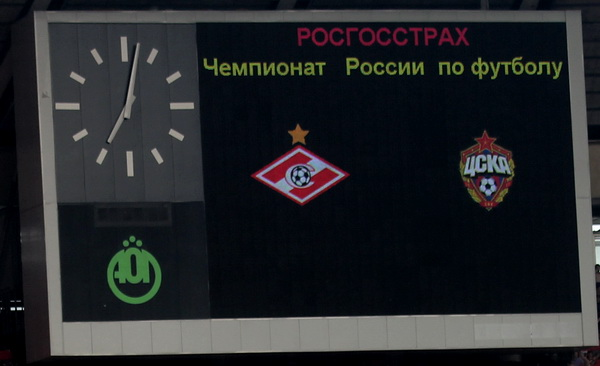
Spartak x CSKA — considerada a maior rivalidade do futebol russo.

Com a desintegração da URSS e o fim da rivalidade Kiev-Moscou, o time vizinho, CSKA, que se igualava em força aos vermelhos nos anos 1990, passou a ser o principal rival do Spartak, em confrontos conhecidos como Os Cavalos (CSKA) contra os Porcos (Spartak), que por fazerem a capital russa parar, ganharam o nome de Grande Clássico Moscovita. Esta rivalidade tem origem na história das duas equipes, quando o CSKA representava a ordem e os militares, as classes mais privilegiadas, enquanto o Spartak representava um movimento de oposição e rebeldia, representado pelas classes mais baixas.
A rivalidade com a equipe vizinha do Dínamo de Moscou não é tão marcante, mas tem um importante relevo histórico. Enquanto o Dínamo representava a classe policial, tendo inclusive como patrono o chefe do serviço secreto, Lavrenti Béria, o Spartak representava a classe operária, e nos seus primeiros anos passou por perseguições das autoridades, que consideravam o clube subversivo, já que o futebol era visto como um meio de preparação para o combate e era restrito aos militares e à polícia. Em 1942, Béria ordenou a prisão dos irmãos Starostin, fundadores do Spartak, pela mesma justificativa utilizada anos antes. O Spartak, porém, desafiou a prisão, afirmando que as supostas "provas" foram adulteradas e que os Starostin foram presos por medo do Dínamo em enfrentar o Spartak. Os irmãos seriam soltos somente quase uma década depois. Desde então, os dois clubem vivem uma tensa rivalidade, sendo esse o clássico e futebol russo mais antigo.
Também há rivalidade nos jogos contra o Lokomotiv, e, mais recentemente, em função do recente sucesso do Zenit no futebol russo e o grande rancor que o time de Leningrado tem contra o Spartak da época soviética, as equipes formam uma rivalidade, muito mais perceptível do lado do Zenit do que do Spartak, que assumem o CSKA como o principal rival.
Dos times de futebol russos, o Spartak é evidentemente o menos querido pelas torcidas adversárias. Entre os clubes dos países que formavam a União Soviética, esse "ódio" é compartilhado com o Dínamo de Kiev, que assim como o Spartak é também o time mais intimidado em seu país.
No hino dos torcedores do Zenit, um dos versos diz "Se o rival Spartak aparecer, não se esqueça de seus ataques". Uma outra curiosidade é que logo após a vitória do FC Zenit na final da Copa da UEFA de 2007, o jogador Pavel Pogrebnyak, que iniciou a carreira no Spartak, ligou para torcedores de sua antiga equipe provocando-os pela conquista do título europeu que eles jamais conseguiram.
Na Europa, o grande rival do Spartak é o holandês Ajax, pelas diversas partidas importantes que as equipes disputaram, a grande maioria vencida pelo clube de Moscou. O espanhol Real Madrid também é um adversário clássico da equipe russa.
Ao mesmo tempo, o time é muito ligado ao grego Olympiakos e ao sérvio Estrela Vermelha, o que fez com que os rivais dos respectivos times também se tornassem rivais do Spartak, como Panathinaikos, PAOK, Dínamo Zagreb e Partizan.

### Alcunhas
O time tem várias alcunhas, a mais conhecida delas, e utilizada inclusive pelos torcedores, é "Myaso", palavra russa para carne, cuja origem data da época em que o time era patrocinado pelas indústrias do setor alimentício de Moscou, principalmente os açogues, logo no início de sua história. Por conta de estereótipos envolvendo a personalidade dos torcedores do Spartak, vistos como relaxados, arruaceiros e socialmente desagradáveis, em oposição aos adeptos do CSKA, um clube do exército, que seguia uma filosofia de ordem e disciplina, os adeptos alvirrubros ganharam o apelido de "porcos".
Outra alcunha conhecida é a de Time do Povo, por dois motivos, o primeiro é que o Spartak foi a única equipe grande de Moscou, até então, a ser fundada por uma força independente das autoridades, representando o povo, além de ser a equipe mais popular da Rússia entre as classes socialmente excluídas, uma equipe de massa, sendo portanto, a equipe do povo.
A palavra "moskali", que em russo e ucraniano é uma gíria depreciativa para um morador da cidade de Moscou e russos em geral, era amplamente usada para se referir aos torcedores do Spartak por parte dos rivais de Kiev.
Uma alcunha muito utilizada pelos torcedores é a de "alvirrubros", ou "vermelho-brancos", que são as duas cores da equipe, em contraste ao "vermelho-azuis" do CSKA, "azul-brancos" do Dínamo, "verde-vermelhos" do Lokomotiv e "azul-branco-turquesas" do Zenit. A sigla «ОуКБ», para o termo "Отсоси у Красно-Белых!", em português "Danem-se diante dos vermelho-brancos!" é utilizada pelos torcedores, principalmente na internet, para provocar as outras equipes após as vitórias do time.

## Estádio
O Spartak nunca teve o seu próprio estádio, diferentemente de seus rivais, que fundaram seus estádios com o apoio de suas respectivas associações, e durante todos os seus anos de existência, jogou em vários estádios da cidade, e até mesmo na Praça Vermelha, em uma partida amistosa.
Em 2009, a renovada direção do clube declarou que em breve o Spartak teria seu próprio estádio, como parte dos planos para reerguer o time. O governo aceitou o pedido de conceder a área para a construção no bairro de Túshina. Em dezembro de 2010, após o anúncio de que a Rússia seria o país sede da Copa do Mundo de 2018, a construção do estádio começou, com previsão de término para 2013. Foi inaugurado em 2014 e será um dos dois estádios de Moscou no evento.

## Símbolos

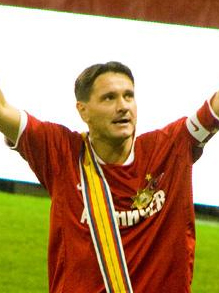
Dmitriy Alenichev é um ídolo do Spartak.

O emblema da equipe consiste em um losango vermelho, cortado por uma faixa branca na vertical, partindo da direita. No centro, a letra cirílica С, representa o nome da equipe em russo — Спартак — com uma bola de futebol na parte de dentro, além de uma estrela no topo do losango, representando a conquista de cinco campeonatos russos (92, 93, 94, 96, 97). A equipe, que possui nove campeonatos, poderá adicionar mais uma estrela ao emblema quando conquistar o décimo campeonato, como fez o Dínamo de Kiev após a conquista do décimo título ucraniano.
A equipe não tem tradição com mascotes, diferentemente do rival CSKA, que adotou o Cavalo, mesmo assim, o Javali, que satiriza com o termo de porcos dado pelos torcedores rivais, é um dos mascotes da equipe. O Gladiador, referência ao escravo romano Espártaco, que dá nome ao time, é outro símbolo reverenciado pelos torcedores da equipe.
A sigla FCSM, de Football Club Spartak Moscow, adquirida na Europa para se referir ao time em inglês, tornou-se também um símbolo da equipe, inscrito em diversas bandeiras e inclusive nos agasalhos dos jogadores em eventos até mesmo dentro da Rússia. A variante russa ФКСМ também é muito utilizada.

### Hino
O hino dos torcedores do Spartak Moscou foi baseado na canção Minha Moscou, de Isaac Dunayevski, Mark Lisyanski e Serguei Agranian.
A adaptação foi feita durante a Liga dos Campeões da UEFA de 1990-91, quando a equipe caiu nas semifinais da competição, e tornou-se um hino das ilustres campanhas em várias edições da Liga dos Campeões da UEFA durante os anos 1990.
| Спартак Москва | Spartak Moscou (Ouvir) |
| --- | --- |
| Я по свету немало хаживал, Жил в вагонах, в ночных тупиках, Похоронен был дважды заживо, Был во многих крутых городах. Но тобою привык я гордиться, И везде повторяю слова: Дорогая моя столица! Золотой мой Спартак Москва! Я люблю подмосковные рощи, И мосты над твоею рекой, Я люблю твою красную площадь, И с конями неравный бой. В городах и великих станицах, О тебе не смолкают молва, Дорогая моя столица! Золотой мой Спартак Москва! Не забудем суровую осень, Город Киев и махач кругом, Когда у нас было только три сотни, А хохлов целый стадион. Но врагу никогда не добится, Чтоб склонилась твоя голова. Дорогая моя столица! Золотой мой Спартак Москва! Дорогая моя столица! Золотой мой Спартак Москва! | Eu caminhei muito pelo mundo, Morei em vagões e becos escuros, Fui enterrado vivo duas vezes, Viajei por muitas cidades legais. Mas já estou acostumado e orgulhoso, E em todo lugar repito as palavras: Minha amada capital! Meu valioso Spartak Moscou! Eu adoro os bosques dos subúrbios, E as pontes sobre o rio Moscou, Eu adoro a Praça Vermelha, E com os cavalos a batalha é desleal. 1 Nas grandes cidades e vilas, Sobre ti os boatos não cessam, Minha amada capital! Meu valioso Spartak Moscou! Não esqueceremos o duro Outono, A cidade de Kiev e a trágica luta, Quando tínhamos apenas trezentos, E os khohols o estádio todo.2 Mas o inimigo jamais conseguirá Abaixar a tua cabeça. Minha amada capital! Meu valioso Spartak Moscou! Minha amada capital! Meu valioso Spartak Moscou! |

1. Cavalos (Кони), é o apelido dado aos torcedores do CSKA Moscou.
2. A estrofe refere-se à rixa ocorrida em Kiev, na final do campeonato de Outono de 1976. Em russo, khohol é uma gíria depreciativa para ucraniano.

### Patrocínios

#### Fornecedor esportivo
| Período        | Patrocínio |
| -------------- | ---------- |
| 1976-2002      | Adidas     |
| 2003-2004      | Umbro      |
| 2005- presente | Nike       |

#### Patrocinador master
| Período        | Patrocínio |
| -------------- | ---------- |
| 1987           | Ocrim      |
| 1988-1989      | Danieli    |
| 1989-1990      | JINDO      |
| 1990-1993      | UNIPACK    |
| 1994           | OLBI       |
| 1995-1997      | Gazprom    |
| 1997-1998      | AKAI       |
| 2000- presente | LUKoil     |

## Elenco atual
Última atualização: 19 de fevereiro de 2025.

## Uniformes
O Spartak tradicionalmente utiliza-se das cores vermelha e branca em seus uniformes, representando o sangue derramado dos gladiadores que se revoltaram contra a escravidão. Esporadicamente, em jogos contra equipes que utilizam-se das mesmas cores, o clube usa um uniforme todo preto. Uma característica marcante nos uniformes da equipe são as faixas, vermelha ou branca, que atravessam o peito da camisa.
Durante toda a época soviética, o uniforme principal da equipe consistia de camisetas vermelhas simples com uma faixa branca cortando o peito, calções e meias brancas, enquanto o uniforme secundário consistia de camisetas brancas com uma faixa vermelha cortando o peito, calções e meias vermelhas. Antes de 1974, quando a Adidas, com sua filial na Iugoslávia, tornou-se responsável pelo uniforme, este era vermelho e preto, e ainda mais antigamente, todo branco com listras vermelhas. O uniforme terciário era azul acompanhado de branco ou preto. O uniforme todo azul foi utilizado uma única vez, em uma partida contra o AS Monaco em 1994.
Com a maior influência do futebol europeu na Rússia, em 1994, os uniformes do Spartak foram aprimorados, o primeiro uniforme foi invertido, a camiseta tornou-se branca e o calção e meias vermelhos, além disso, a faixa que cortava o peito foi dispensada, e como segundo uniforme, foi lançado pela primeira vez um modelo diferenciado, consistindo de uma camiseta quadriculada vermelha e preta, e as partes inferiores brancas. Em 1998, devido aos jogos com a equipe do Ajax, que utiliza um uniforme muito semelhante ao da equipe russa, o clube desenvolveu um uniforme terciário inédito, que consistia em uma camiseta listrada de vermelho e preto, calções pretos e meias vermelhas.
A partir de 2000, o clube voltou aos modelos originais, com os tradicionais uniformes vermelho e branco, abandonando as inovações dos anos 1990 e retomou o uso da antiga faixa. O terceiro modelo, considerado a maior inovação, foi substituído por um uniforme todo preto, estreado em um jogo contra a equipe do Arsenal, pela Liga dos Campeões da Europa de 2000-01.
De 2001 a 2006, o Spartak abandonou a faixa novamente, e usou um de seus uniformes mais simples, com combinações de mesma cor e sem o lançamento de um uniforme terciário.
Em 2006, o uniforme sofreu uma mudança que o tornou muito semelhante aos uniformes da época soviética, sem nenhum tipo de exclusividade, apenas a faixa branca que corta o peito. O uniforme reserva lançado em 2012 novamente dispensa a faixa, como a versão de 2007.

### Uniformes dos jogadores
- 1º Uniforme — Camisa vermelha com faixa branca, calção branco e meias vermelhas;
- 2º Uniforme — Camisa branca com faixa vermelha, calção vermelho e meias brancas;

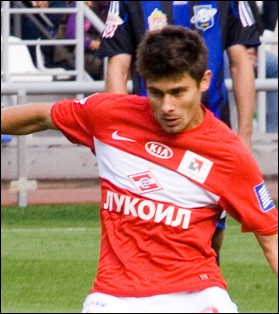
O jogador brasileiro Alex, que ficou por dois anos no clube, também é um ídolo moderno do time.

| 1º Uniforme | 2º Uniforme |

### Uniformes dos guarda-redes
- Camisa cinza com detalhes pretos;
- Camisa verde com detalhes pretos;
- Camisa preta com detalhes cinzas;
- Camisa amarela com detalhes pretos.

| Cores do Time · Cores do Time · Cores do Time · Cores do Time · Cores do Time | Cores do Time · Cores do Time · Cores do Time · Cores do Time · Cores do Time | Cores do Time · Cores do Time · Cores do Time · Cores do Time · Cores do Time | Cores do Time · Cores do Time · Cores do Time · Cores do Time · Cores do Time |

### Uniformes anteriores
- 2018-19

| Primário | Secundário |

- 2017-18

| Primário | Secundário |

- 2016-17

| Primário | Secundário | Terciário |

- 2015-16

| Primário | Secundário |

- 2014-15

| Primário | Secundário |

- 2013-14

| Primário | Secundário |

- 2012-13

| Primário | Secundário | Terciário |

- 2011-12

| Primário | Secundário | Terciário |

- 2010-11

| Primário | Secundário |

- 2009-10

| Primário | Secundário |

- 2008-09

| Primário | Secundário |

- 2007-08

| Primário | Secundário | Terciário |

- 2005-07

| Primário | Secundário |